# Макарий II (патриарх Иерусалимский)
Патриа́рх Мака́рий II (др.-греч. Πατριάρχης Μακάριος Β΄, лат. Macarius II; умер в 574/575) — Патриарх Иерусалимский и всей Палестины; занимал кафедру дважды: два месяца с октября 552 года, а также между 563/564 и 574/575 годами. Его патриаршество прошло во второй половине царствования императора Юстиниана I, во время жесткой борьбы христологий.
Возможно, именно память Макария II отмечается 16 августа в палестино—грузинском календаре, хотя, вероятно, это празднование скорее имеет отношение к Макарию I.

## Биография
О ранней жизни Макария II ничего неизвестно. По смерти святителя и Патриарха Иерусалимского Петра I (544 г.) образовалась многолетняя вакансия на патриарший престол. В октябре 552 года при содействии епископа Кесарии Каппадокийской Феодора Аскиды Макарий II был возведён на иерусалимский патриарший престол группой крайних приверженцев оригенизма — палестинскими монахами монастыря «Новая Лавра» в Фекое (Текуа) вблизи Вифлеема, называемых «исохристами», так как они «считали, что в будущей жизни души человеческие будут уравнены с душой Христа».
Тем не менее, император Юстиниан I, убеждённый православный, не утвердил Макария, и в том же 552 году низложил его за оригенизм. Воспользовавшись низложением Макария, настоятель монастыря «Мар Саба» Конон и возвратившийся в кафолицизм экс-глава умеренной оригенистской группировки — «протоктистов» — Исидор подали представление императору Юстиниану I.
Вскоре Конон добился аудиенции императора, на которой довёл до сведения Юстиниана I информацию о насилиях и противодействии оригенистов, а также ходатайствовал о назначении патриархом Иерусалимским эконома Александрийской церкви монаха Евстохия, находившегося в то время (декабрь 552 года) в Константинополе, на что и получил императорскую санкцию.
В 552—553 годах в провинции Палестина Прима прошли бурные религиозные волнения, в ходе которых сосредоточие оригенизма — монастырь «Новая Лавра», насельники которого отказались признать Акты V Вселенского Собора, был взят штурмом имперскими войсками и разогнан. Однако это не сломило сопротивления оригенистов и монофизитов кафолически настроенным религиозным и светским властям.
В 563 или 564 году (по другим источникам, в 567 году) Юстиниан, заподозривший Евстохия в симпатиях оригенизму, низложил его. После этого Макарий II вновь взошёл на патриарший престол, который и занимал до самой смерти в 574 году или в 575 году.
Хотя многие люди подозревали Макария II в оригенизме, он посчитал нужным осудить его, а заодно и учение Евагрия Понтийского и Дидима Слепого ещё до своего второго избрания.

## Сочинения
Проповедь «De Inventione Capitis Praecursoris», вероятно, принадлежит перу Макария II, хотя не исключено авторство Макария I.